# Ronald Greer
Il sergente Ronald Greer è un militare immaginario dell'universo fantascientifico di Stargate, in particolare di Stargate Universe.

## Biografia

### Prima dellaDestiny
Uomo dal carattere difficile, durante l'attacco dell'Alleanza Lucian alla base Icarus, Greer era agli arresti, in attesa della corte marziale, per aver aggredito il colonnello David Telford. Una volta sotto attacco, il comandante della base, il colonnello Everett Young, lo libera perché potesse essere d'aiuto nell'evacuazione della base stessa. Greer infatti fu l'ultimo, prima di Young, ad attraversare lo Stargate alla volta della nave degli Antichi chiamata Destiny.

### A bordo dellaDestiny
Una volta giunti sulla nave fu ben presto chiaro che il sistema di filtraggio dell'aria vacillava. Quando il dottor Nicholas Rush provò a riavviare il sistema della Destiny, Eli Wallace si oppose. Greer, temendo che potesse far esplodere la nave, gli puntò contro la sua arma ma fu fermato dal tenente Matthew Scott, che concesse a Rush di provare. Il tentativo fallì e un gruppo d'esplorazione, compresi Greer stesso, Scott, Rush e Eli, dovette giungere, attraverso lo Stargate, su un pianeta deserto per trovare le risorse necessarie. Durante l'esplorazione Rush non riuscì più a proseguire e fu portato allo Stargate da Greer che poi ritornò a cercare Scott. Greer lo trovò privo di sensi ma con lo zaino pieno della risorsa necessaria al filtro dell'aria e lo accompagnò fino alla Destiny.
Alcune settimane dopo, mentre Scott e Young erano in missione su un pianeta di ghiaccio, Greer dovette aiutare Rush e il tenente Tamara Johansen a catturare degli insetti che avevano bevuto le riserve d'acqua della Destiny. Greer stesso portò il barile, dentro cui erano intrappolati gli insetti, sul pianeta di ghiaccio, liberando gli animali nel loro nuovo mondo.
Poco tempo dopo, su un pianeta-giungla, inviando le kino attraverso lo Stargate durante un brillamento solare, si crearono due linee temporali alternative alla nostra. Nella prima un gruppo di esplorazione fu inviato sul pianeta dove fu attaccato da dei vermi giganti. Greer sopravvisse alla prima ondata ma morì durante la seconda. Nella seconda linea temporale, Greer e Young giunsero sul pianeta per catturare un esemplare di insetto, utile perché possedeva un anticorpo necessario a combattere un'infezione che colpì i membri della spedizione. Greer morì anche in questo caso. Nella terza linea temporale, la nostra, Greer sopravvive con tutti i membri dell'equipaggio.
Greer fu uno degli uomini che scoprì l'interfaccia della Destiny. Nel frattempo cominciò una relazione con la dottoressa Lisa Park.
Greer fu ufficialmente il primo a trovare il corpo di Spencer. Quando un informale processo cominciò contro Young, Greer suggerì di riprendere il controllo della nave con la forza; idea a cui Young si oppose con fermezza.
Durante l'ammutinamento, Greer, con Young, passò all'esterno della nave con le tute degli Antichi per aggirare i civili e prenderli di sorpresa.
Pochi giorni dopo, Greer andò in esplorazione con Scott, Eli, e Chloe Armstrong su un pianeta dove erano presenti delle antiche rovine. Durante l'esplorazione di una caverna vi fu un crollo e il gruppo rimase intrappolato. Nessuno fece in tempo a tornare sulla Destiny prima che il motore FTL si avviasse.
Cercando un'altra uscita, la galleria collassò di nuovo e Greer rimase privo di sensi, separato dagli altri. Credendolo morto, gli altri se ne andarono cercando di raggiungere la nave attraverso la rete degli Stargate. Greer, ripresosi, cominciò a scavarsi un'uscita. Raggiunto lo Stargate era ormai troppo tardi, così preparò un campo base temporaneo finché un gruppo dalla Destiny non lo raggiunse, riportandolo a bordo.
Quando l'equipaggio fu colpito da un'infezione che provocò allucinazioni, Greer fu uno dei casi più gravi. Credette infatti che Rush e Camile Wray tentassero un nuovo ammutinamento e rischiò di uccidere entrambi se non fosse stato fermato.

### L'attacco dell'Alleanza Lucian
Quando Young interrogò Telford, quest'ultimo, preso dalla rabbia, aggredì Young. Greer, di guardia, atterrò Telford e lo colpì ripetutamente prima che il tenente Scott riuscisse a fermarlo.
Mentre la nave era divisa tra le due fazioni, Tau'ri e Alleanza Lucian, Greer e Scott uscirono in passeggiata nello spazio cercando di raggirare le difese dell'Alleanza, prima che le radiazioni provenienti da una pulsar vicina colpisse la nave.
I due dovettero tornare indietro, ricongiungendosi con Rush, Eli, Chloe e Brody. Subito dopo, iniziarono una missione di ricognizione mentre l'Alleanza aveva inviato una squadra a catturare Rush, Brody, Eli e Chloe. Scott e Greer tornarono in tempo eliminando gli uomini dell'Alleanza.

### Dopo l'attacco
Quando il senatore Michaels e il dottor Andrew Covel furono mandati sulla Destiny, si scambiarono con Greer e con Camile Wray, che andarono sulla Terra. In questo breve periodo, l'Alleanza attaccò la base sulla Terra e uno dei suoi velivoli si schiantò sull'edificio, intrappolando Greer e Camile. Quando i due scoprirono la presenza di una bomba al Naquadria si offrirono volontari per disarmarla, nonostante l'esposizione ad una dose mortale di radiazioni.
Greer, in seguito, risultò positivo per donare un rene al dottor Volker e accettò di aiutarlo. Quando Tamara affermò di aver bisogno del suo midollo osseo, Greer decise di non voler sedativi, per via della carenza di medicinali, e l'operazione gli provocò, di conseguenza, molto dolore. La ferita del trapiantò si infettò poco dopo ma Greer riuscì comunque a guarire in breve tempo.
Durante un'esplorazione su un pianeta di "cervi spaziali", il gruppo, comprendente Greer, militari della spedizione e membri dell'Alleanza unitisi ai Tau'ri dopo l'invasione, furono attaccati da dei predatori locali che ferirono Young e altri militari, uccidendo invece molti dei membri dell'Alleanza. Rimasto l'unico uomo abile, oltre a Varro, riuscì a respingere i predatori finché Tamara non recuperò i feriti e li portò sulla Destiny. L'esperienza fece guadagnare a Varro, la fiducia di Greer, permettendogli di essere liberato e integrato nell'equipaggio della nave.